# Josafat (personatge literari)
Josafat és el protagonista de la novel·la Josafat (1906) de Prudenci Bertrana. És un pagès que sobtadament sent una vocació religiosa fanàtica i abandona el camp per presentar-se al seminari, malgrat ser analfabet. Pel seu caràcter violent i intransigent, la comunitat li acaba encomanant la funció de campaner per evitar el contacte amb la gent. El nom Josafat, amb fortes connotacions bíbliques, pronostica aquest fervor religiós.
Dins els espais de l'església, Josafat es veu amb força per defensar-se de tots els lliurepensadors, republicans, heretges, i se sent com un heroi. Destaca l'episodi on agredeix amb una ira incontrolada un republicà radical que es nega a fer acatament a l'eucaristia. Josafat és, en definitiva un fanàtic religiós que emmascara les seves deficiències personals i inseguretats amb dogmatisme. Si bé en un primer moment Bertrana havia pensat en que el protagonista fos un sacerdot, finalment no va gosar.
A través d'un vell conegut del poble, Josafat es retroba amb la Pepona i la Fineta, dues prostitutes. Malgrat l'interès que li desperta la primera, ja que li permetria convertir el seu instint sexual en un acte sagrat a través del casament, acaba consumant una aventura sexual amb la Fineta. La relació entre els dos mou Josafat entre el plaer i el penediment, mentre Fineta està fascinada per la seva aventura amb una "fera domada". Aquesta tensió culmina amb l'assassinat de Fineta a mans de Josafat dins de l'església. La novel·la tanca amb la imatge dels feligresos entrant a l'església amb l'ajuda d'un manyà per descobrir una melodia de flabiol que surt de la penombra.

## Anàlisi
L'acció de la novel·la de Bertana prové del conflicte entre la vida -on hi entren les dues grans passions de Josafat: l'ira, canalitzada amb la religió, i la luxúria- i la negació de la vida. Josafat veu la seva vida amb una por obsessiva a l'infern i aturmentat per la culpa, el pecat i el càstig diví. La tensió rau en la impossibilitat del protagonista per compaginar el refugi que ha trobat en l'església, al marge de la vida, i el seu fort instint natural. En aquest sentit, Bertrana s'acull al vitalisme nietzschià contra l'església: l'acusa d'exalçar la mort per negar la vida.
Aquesta dicotomia entre vida i mort també és present en les dues dones de l'obra. Pepona és la pastora dels somnis de Josafat: representa la sexualitat natural, la carn voluptuosa. Fineta, per altra banda, és la sexualitat perversa i antinatural, menuda i malaltissa, sensual i artificiosa i amb instints sadomasoquistes. Encarna, en definitiva, el sexe i la mort.
El flabiol del final de la novel·la simbolitza la llibertat que la religió no ha proporcionat a Josafat: és un instrument senzill, lligat a la seva vida anterior al camp i l'únic record que en conserva d'aquesta. La follia és l'únic camí per retornar-hi, un alliberament definitiu. Josafat acaba convertit en una força natural desvinculada de la raó.

### La bella i la bèstia
S'ha parlat molt de la trama tradicional de la bella i la bèstia que Bertrana evoca a Josafat.
| «                            | En Josafat es consumia de luxúria; era fàcil de realitzar amb ell son anhel inextingible, son afany d'amor excèntric que l'entendria a ella mateixa com el conte de la dona robada per un orangutà. Sempre l'havia trasbalsada aquell maridatge horrible; sempre havia sentit insans desitjos de viure la vida d'aquella desgraciada, reclosa en el tronc d'un arbre, alimentada per les mans del simi, sentint sobre sa nuesa el pelut contacte de l'animal feréstec, rebent de continu abraçades immensament lascives acompanyades dels crits estridents d'un plaer ferotge que no es cansa ni s'assacia. | » |
| — Prudenci Bertrana, Josafat | |   |

Però, si bé el mite de la bella i la bèstia permet la redempció a través de l'amor, a Josafat la bella és la portadora de maldat que duu la bèstia a la perdició. Fineta és presentada com una femme fatale. En aquest cas doncs, parlaríem d'un cànon invertit. També s'han vist símils entre el Quasimodo de Víctor Hugo i Josafat, però tan sols es correspondrien en aspectes més superficials.